# A Mulher do Próximo
A Mulher do Próximo (Portugiesisch für: Die Frau des Nächsten) ist ein tragisch-komischer Spielfilm des portugiesischen Regisseurs José Fonseca e Costa aus dem Jahr 1988.
In Dänemark erschien der Film als Din næstes hustru und in Spanien als La mujer del prójimo, ansonsten wird er international unter dem englischen Titel The Neighbor's Wife geführt.

## Handlung
Das ruhige und sorgenfreie Leben der wohlhabenden und bemüht-kultivierten Familie Castro Silva wird erschüttert, als das Familienoberhaupt Mário zusammen mit seiner jungen Geliebten Terry verstirbt. Nach der Identifizierung des Toten in der Leichenhalle treffen die Witwe Cristina und ihre aus Brasilien angereiste Tochter Isabel auf António, einen alten Freund Mários. Mário und Cristina waren in jungen Jahren ein Paar.
Daneben herrschen unter den Hausangestellten Klatsch und Tratsch, aber auch eigene Ambitionen und Verhältnisse. Zuweilen müssen sie dabei unter Zurechtweisungen und Strafen der Familienmitglieder leiden, jedoch verbindet die Familie und die Angestellten auch Momente zwischen Vertraulichkeit, Freundschaft und Begierde. Insbesondere der Butler Manuel spielt hier in beiden Welten des Hauses eine wesentliche Rolle und genießt insbesondere die Aufmerksamkeit der jugendlichen Tochter Isabel, die sich ihrerseits dem exzentrischen Henrique entziehen will.
In diesem Rahmen entspannen sich eine Abfolge von Dialogen und Szenen voll Schwarzen Humors und skurriler Sinnsuche. Die Auftritte von offenkundig untalentierten Kammermusikern um den Pianisten und Komponisten António Victorino de Almeida zu den Mahlzeiten der Familie und der unterschiedliche Umgang der Familienmitglieder mit ihnen stellt eines der weiteren komischen Elemente dar.

## Produktion

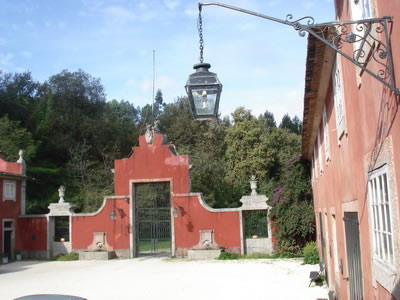
Drehort des Films: die Casa de Sezim in Nespereira

Das Drehbuch schrieb der Schriftsteller Miguel Esteves Cardoso zusammen mit Regisseur Fonseca e Costa.
Gedreht wurde der Film vor allem im Herrenhaus Casa de Sezim in der Gemeinde Nespereira, Landkreis Guimarães.
Das Werk wurde von der portugiesischen Filmförderung ICA finanziert und vom öffentlich-rechtlichen Fernsehsender RTP (in Form ihrer damaligen Produktions- und Vertriebsgesellschaft Rádio Televisão Comercial) und der MGN-Filmgesellschaft co-produziert.
Neben Musik aus dem Karneval der Tiere und Stücke von Jacques Offenbach und Johann Strauss ist in der Musik des Films noch die von Teresa Salgueiro gesungene und von Miguel Esteves Cardoso mit einem portugiesischen Text versehene Version von Irving Berlins Marie (The Dawn Is Breaking) zu nennen.

## Rezeption
Der Film startete am 1. Dezember 1988 in den portugiesischen Kinos und kam bei Kritik und Publikum gleichermaßen gut an.
Die Kritik bewertete ihn sehr positiv. Neben dem Drehbuch wurden insbesondere die Schauspieler gelobt: sowohl die Rückkehr des bekannten Schauspielers Virgílio Teixeira als auch die Einführung der brasilianischen Darstellerin Fernanda Torres im Kino Portugals wurde als gelungen betrachtet, ebenso die souveräne Leistung der renommierten portugiesischen Theaterschauspielerin Carmen Dolores.
Der Film stellt zudem einen bruchlosen Übergang der Arbeit Fonseca e Costas von seinen politischeren Filmen zu seinem fortan eher unterhaltenden Werk dar. So zeigt er zwar weiter den komfortablen Müßiggang der großbürgerlichen Oberschicht, jedoch fehlen hier bereits direkte politischen Bezüge.
Das Werk lief auf einer Reihe Filmfestivals, darunter die renommierte Mostra Internacional de Cinema de São Paulo und das Iberoamerikanische Filmfestival im spanischen Huelva, wo er den Hauptpreis gewann, den goldenen Kolumbus (Colón).
2014 wurde der Film in Portugal als DVD veröffentlicht.